# Michael Hannan
Michael Hannan, né le 20 juillet 1821 à Kilmallock (Limerick, Irlande) et mort le 17 avril 1882 à Halifax (Nouvelle-Écosse, Canada), est un prélat catholique irlandais, évêque de Halifax de 1877 à sa mort.

## Biographie
Michael Hannan fait ses études à Kilmallock et à Kilfinnane et étudie très jeune le latin et le grec. Il arrive à Halifax en 1840 afin de terminer ses études en vue du sacerdoce, tout en enseignant les humanités aux élèves des petites classes. Il est ensuite ordonné prêtre par Mgr William Walsh le 27 avril 1845 et devient curé à Windsor. L’année suivante, on lui confie une cure aux Bermudes, qui relève à cette époque de l’archidiocèse de Halifax.
Il retourne en Nouvelle-Écosse en 1847 et est nommé à des postes de plus en plus importantes au sein de l'archidiocèse. Au début des années 1860, le P. Hannan devient vicaire général de l’archevêque de Halifax, Thomas Louis Connolly, charge qu’il occupe sans interruption de 1868 à 1877. En tant que porte-parole de l’archevêque et de l’importante communauté catholique de Halifax, Hannan exerce une certaine influence. En 1864, alors que Charles Tupper prévoit de fonder un système d’écoles publiques non confessionnelles, c'est Michael Hannan qui négocie pour que les écoles catholiques ne soit pas supprimées.
Le 16 février 1877, il est nommé archevêque de Halifax et est consacré le 20 mai de la même année. En tant que tel, il continue de s’intéresser à l’éducation ; il surveille la construction de nombreuses écoles et œuvre avec zèle au raffermissement de la présence officieuse de l'Église catholique dans le système scolaire de la Nouvelle-Écosse. Il meurt le 17 avril 1882 à Halifax.